# 静江府
静江府，南宋时设置的府。
绍兴三年（1138年）升桂州置，治所在临桂县（今广西壮族自治区桂林市）。辖境相当今广西壮族自治区桂林、临桂、灵川、阳朔、荔浦、兴安、龙胜、永福等市县地。为广南西路治所。元朝至元十五年（1278年）改为静江路。明朝洪武初年，复改静江府，寻改桂林府。